# Bonitas (equip ciclista)
L'equip Bonitas (codi UCI: BNT) és un equip ciclista sud-africà. Creat el 2009 amb el nom de Medscheme, de 2011 a 2012 va tenir categoria continental i participava principalment en curses de l'UCI Àfrica Tour. Actualment, sota la direcció de l'exciclista Malcolm Lange, està dedicat a la projecció de nous cilistes sud-africans.

## Principals victòries
- Emirates Cup: Malcolm Lange (2010)
- Amashova Durban Classic: Johann Rabie (2012)

### Grans Voltes
- Tour de França
  - 0 participacions

- Giro d'Itàlia
  - 0 participacions

- Volta a Espanya
  - 0 participacions

## Classificacions UCI
L'equip participava en els circuits continentals i principalment a les proves de l'UCI Àfrica Tour. La taula presenta les classificacions de l'equip i el millor ciclista en la classificació individual.
UCI Àfrica Tour
| Temporada | Classificació per equips | Millor ciclista en la classificació individual |
| --------- | ------------------------ | ---------------------------------------------- |
| 2011      | 3r                       | Johann Rabie (9è)                              |
| 2012      | 13è                      | Johann Rabie (61è)                             |

UCI Àsia Tour
| Temporada | Classificació per equips | Millor ciclista en la classificació individual |
| --------- | ------------------------ | ---------------------------------------------- |
| 2011      | 33è                      | Tyler Day (75è)                                |

UCI Europa Tour
| Temporada | Classificació per equips | Millor ciclista en la classificació individual |
| --------- | ------------------------ | ---------------------------------------------- |
| 2012      | 57è                      | Darren Lill (1067è)                            |